# خس مجعد
الخس المجعد (الاسم العلمي: Lactuca sativa var. crispa) أحد ضروب الخس البُستاني المأكول الأوراق. أوراقه كبيرة مستعرضة متراكبة مجعدة النصل المتمعج ضلعها قليل الغلاظة والعُصارة.

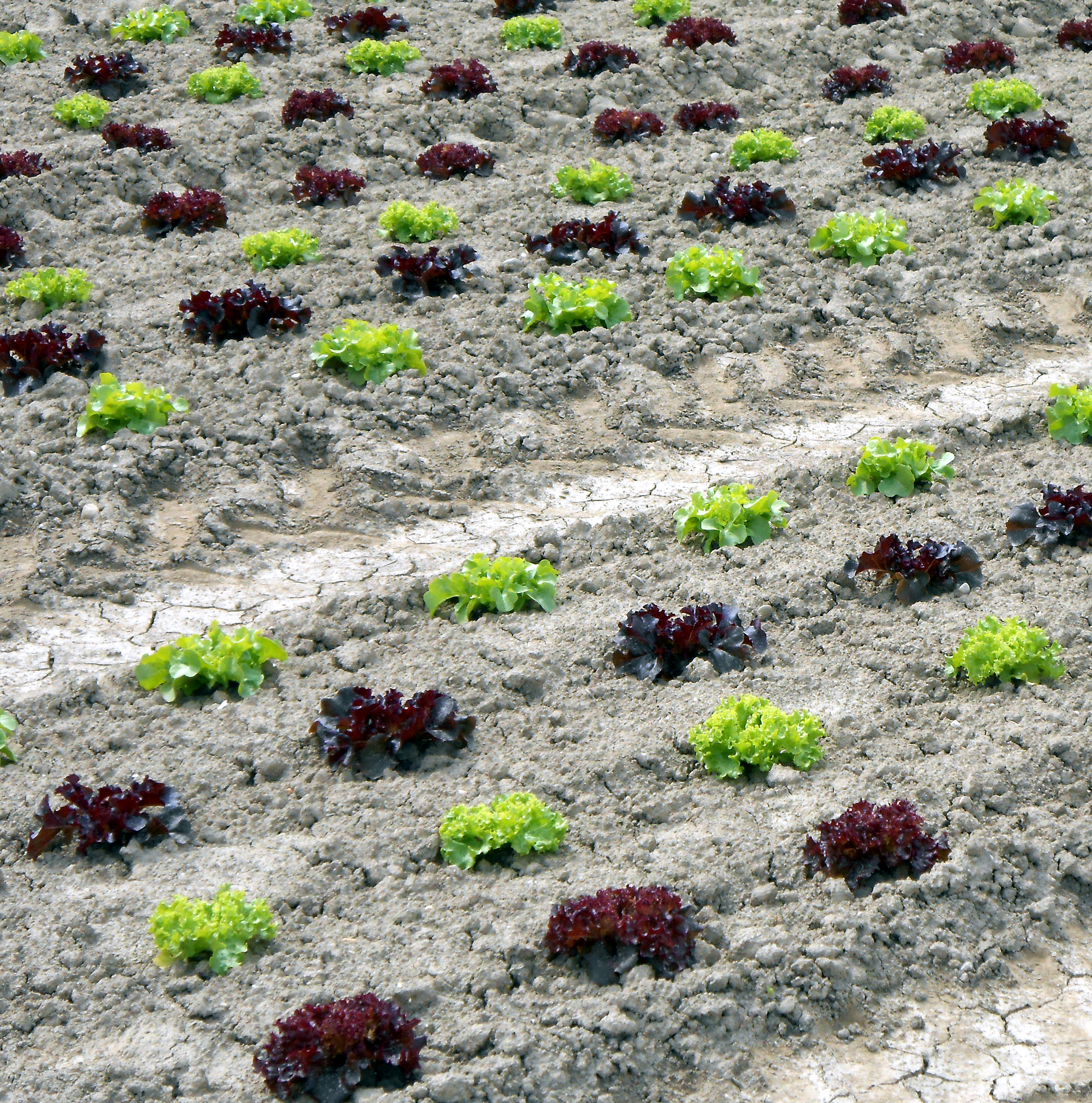
خس مجعد مزروع بواسطة آلة زراعية لكل صف لون

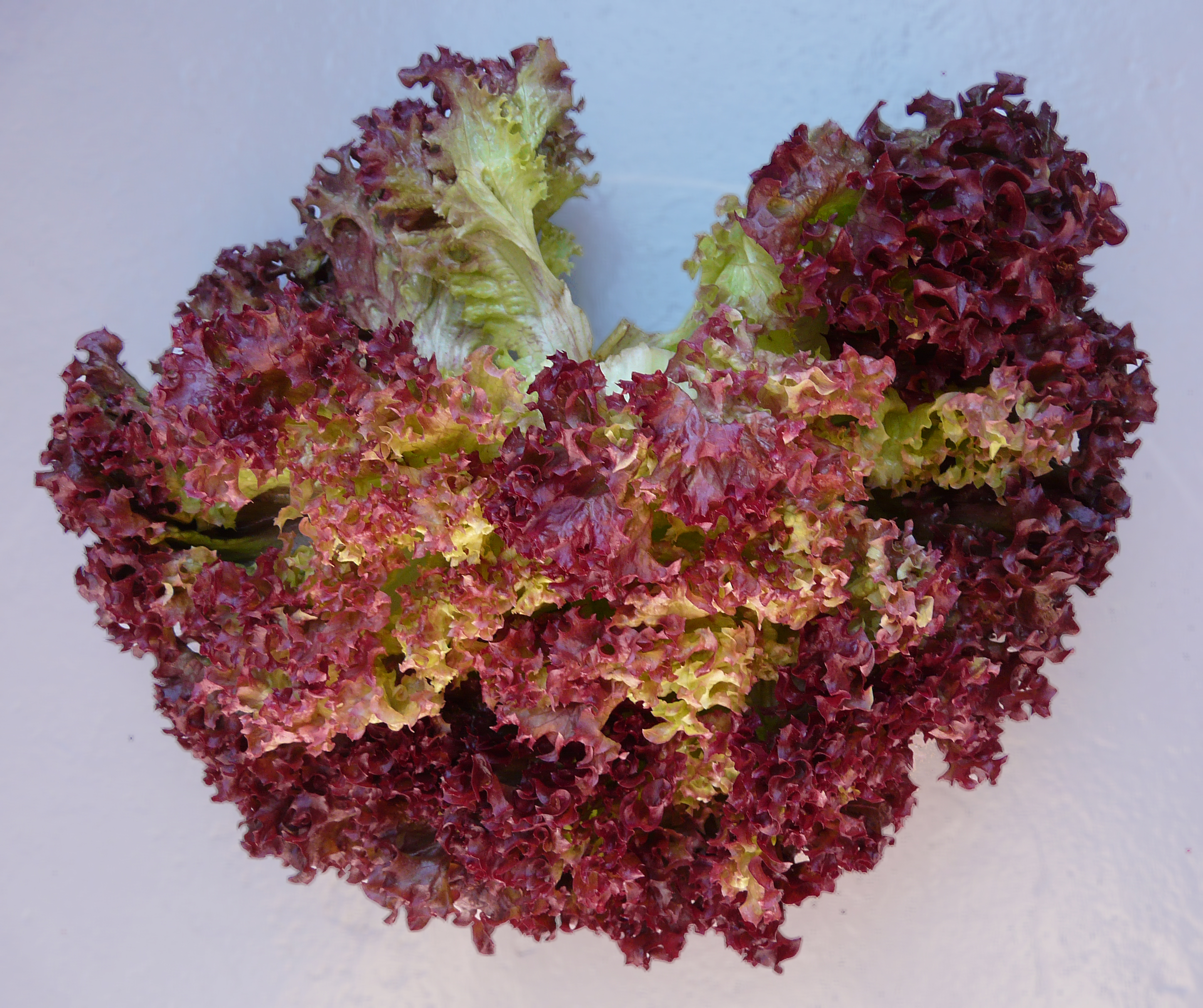
نوع ذو لونين

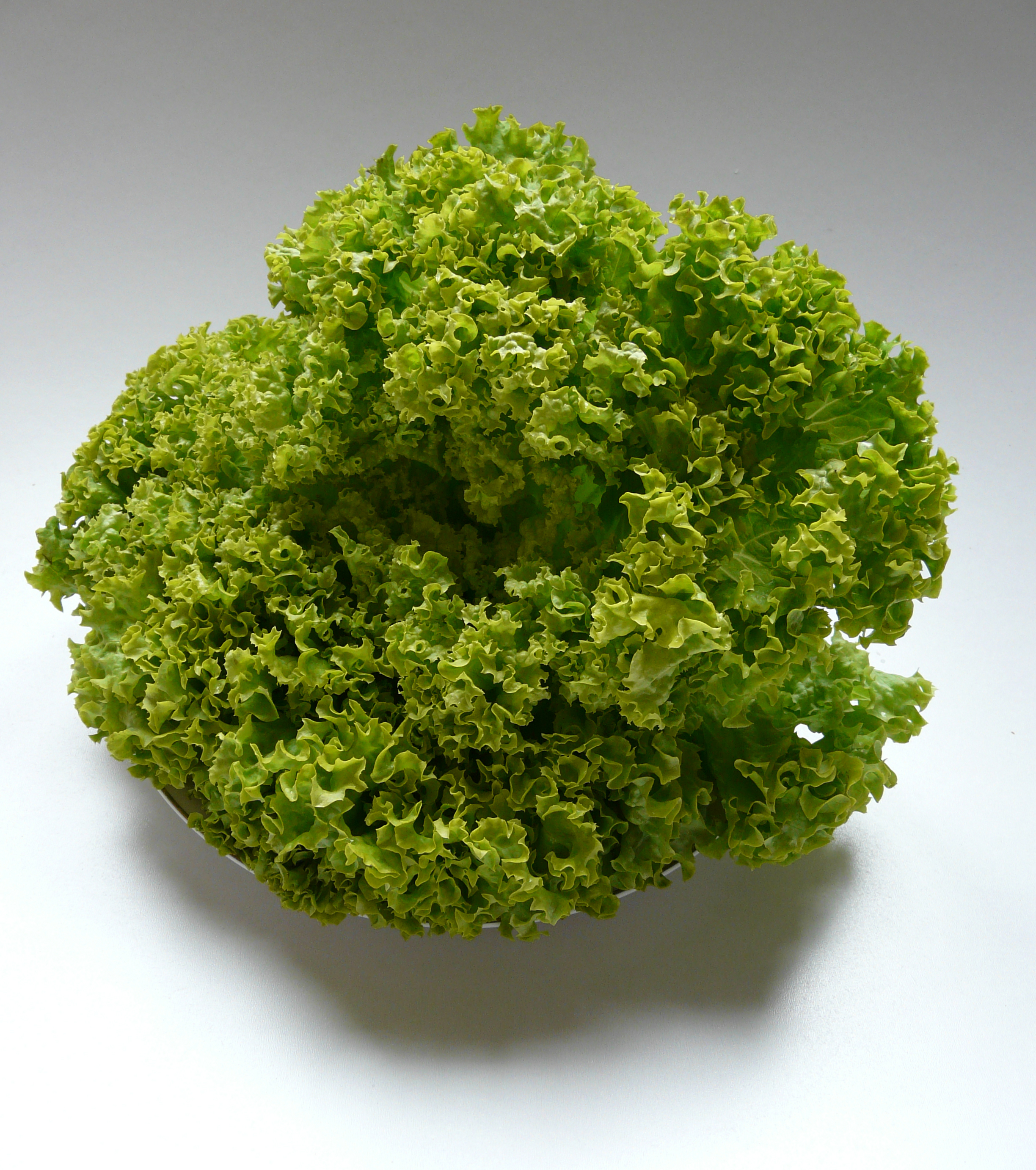
خس مجعد